# Marinregementet
Marinregementet var ett sjöartilleriförband inom svenska flottan som verkade i olika former åren 1824–1886. Förbandsledningen var förlagd i Karlskrona garnison i Karlskrona.

## Historia
Garnisonstruppen vid flottan kallades i äldre tider marinjärer, och av dessa fanns ett regemente bestående av 1 400 man, vilket 1766 minskades till 700, som med tiden dels blev volontärer, dels kofferdibåtsmän. Ett nytt volontärregemente på 400 man uppsattes 1789 och ännu ett bestående av 1 000 man kallat Storamiralens regemente samma år. Efter slutet av Gustav III:s ryska krig sammanslogs regementena till två på tillsammans 1 500 man, vilka bedrev garnisonstjänst i Karlskrona; ett kompani var dock förlagt till Göteborg, senare flyttades ett kompani till Stralsund. I stället uppsattes på Pommerska kammarens bekostnad ett nytt kompani. Slutligen fanns i Karlskrona två regementen med volontärer, i Stockholm ett och i Göteborg ytterligare ett. 
Dessa förvandlades 1824 till Sjöartillerikåren på 874 man fördelat på 10 kompanier, av vilka sju förlades i Karlskrona, två i Stockholm och ett i Göteborg. Sjöartillerikåren skulle i fredstid utöva garnisonstjänst vid flottans stationer och där bedriva artilleriarbeten. Dess ändamål skulle vara att utbilda goda artillerister men den skulle övas både som infanteri och som artilleri. Sjöartillerikåren förvandlades 1832 till Sjöartilleriregementet på 800 man i 10 kompanier och med ungefär samma tjänstgöring som den förra kåren, varjämte regementet skulle utgöra stam för Blekinge läns beväring. Regementet förlades i garnison i Karlskrona, dit även kompanierna från Stockholm och Göteborg förflyttades. 
År 1845 förändrades Sjöartilleriregementet till Marinregementet, med i huvudsak samma uppgifter som det förra. Marinregementet överflyttades med 1872 års ingång från sjö- till lantförsvaret och skulle sedan dras in i mån av personalens avgång. Vid uppsättningen av Blekinge bataljon 1886 överfördes de flesta kvarvarande officerarna och underofficerarna dit, varefter Marinregementet avvecklades.

## Förläggningar och övningsplatser
När Sjöartillerikåren omorganiserades till Sjöartilleriregementet och förlades till Karlskrona förlades regementet till kasern Sparre och vapenövades på Wämö slätt. År 1872 överfördes Marinregementet till infanteriet på indragningstat, men förlades till samma kasern. Kasern Sparre överlämnades 1889 till Flottan.

## Förbandschefer
- 1832–1856 Pehr Sparre
- 1856–1866 Carl Christian Kreüger
- 1866–1886 Carl Verner von Heidenstam

## Namn, beteckning och förläggningsort
| Sjöartillerikåren      | 1824-??-?? | – | 1832-??-?? |
| Sjöartilleriregementet | 1832-??-?? | – | 1845-11-27 |
| Marinregementet        | 1845-11-28 | – | 1886-12-31 |

| Karlskrona garnison (F) | 1832-??-?? | – | 1886-12-31 |

## Galleri

Uniform för Volontärregementet 1779.
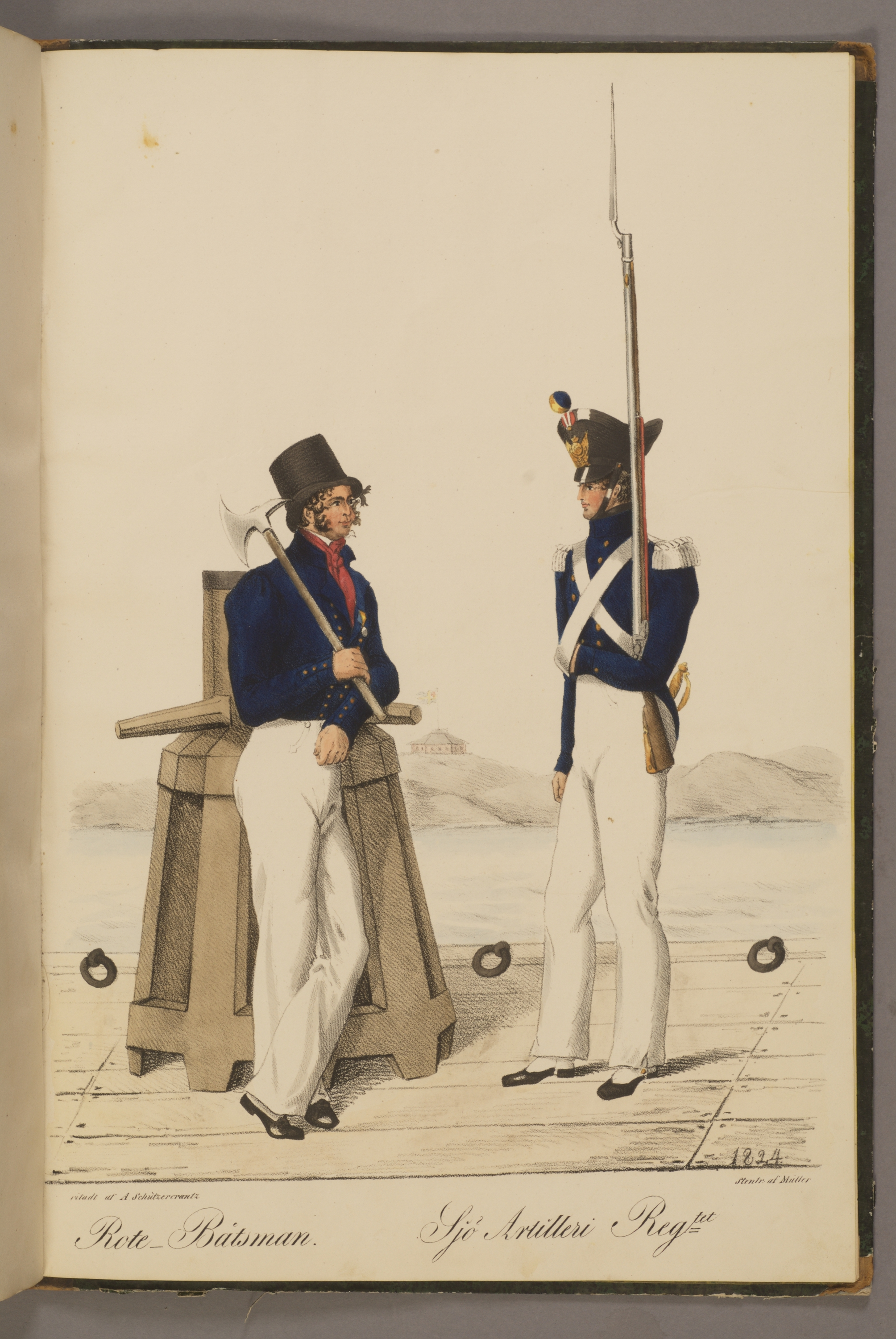
Uniformer för soldat vid Sjöartilleriregementet (till höger) och rotebåtsman cirka 1825.
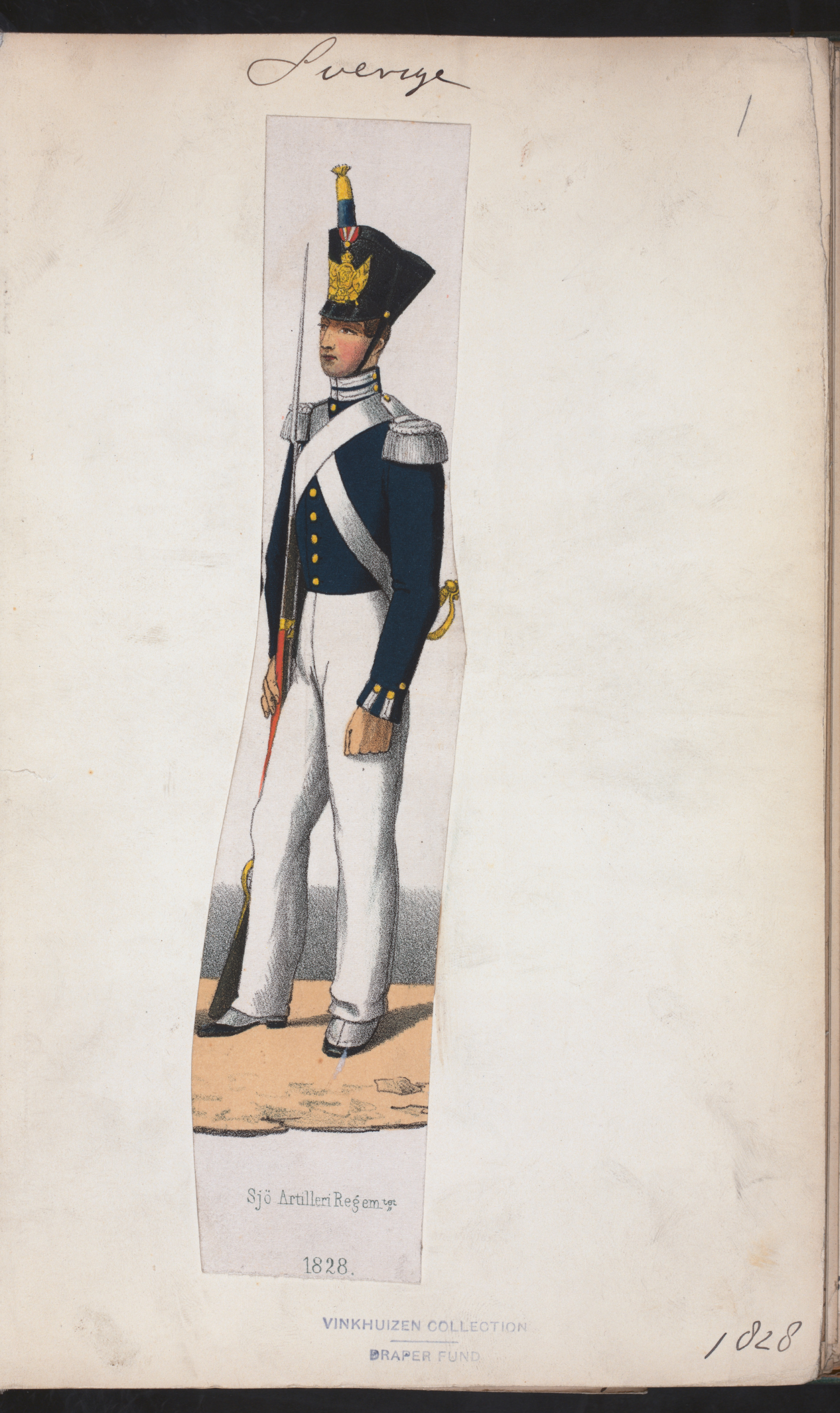
Uniform för Sjöartilleriregementet 1828.
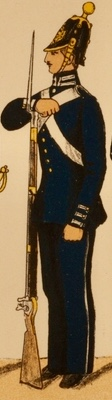
Uniform m/1845 för manskap vid regementet.
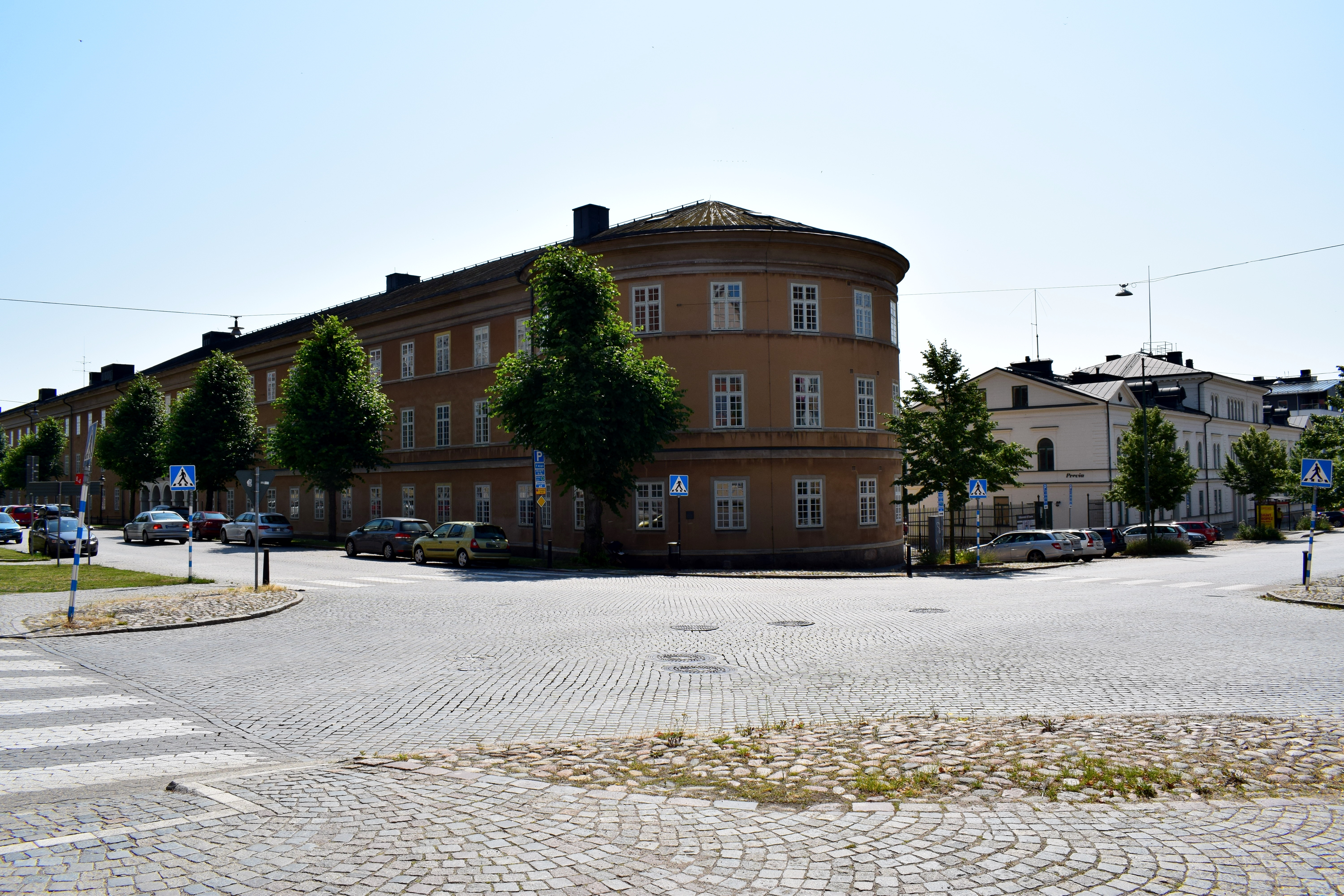
Kasern Sparre i Karlskrona.
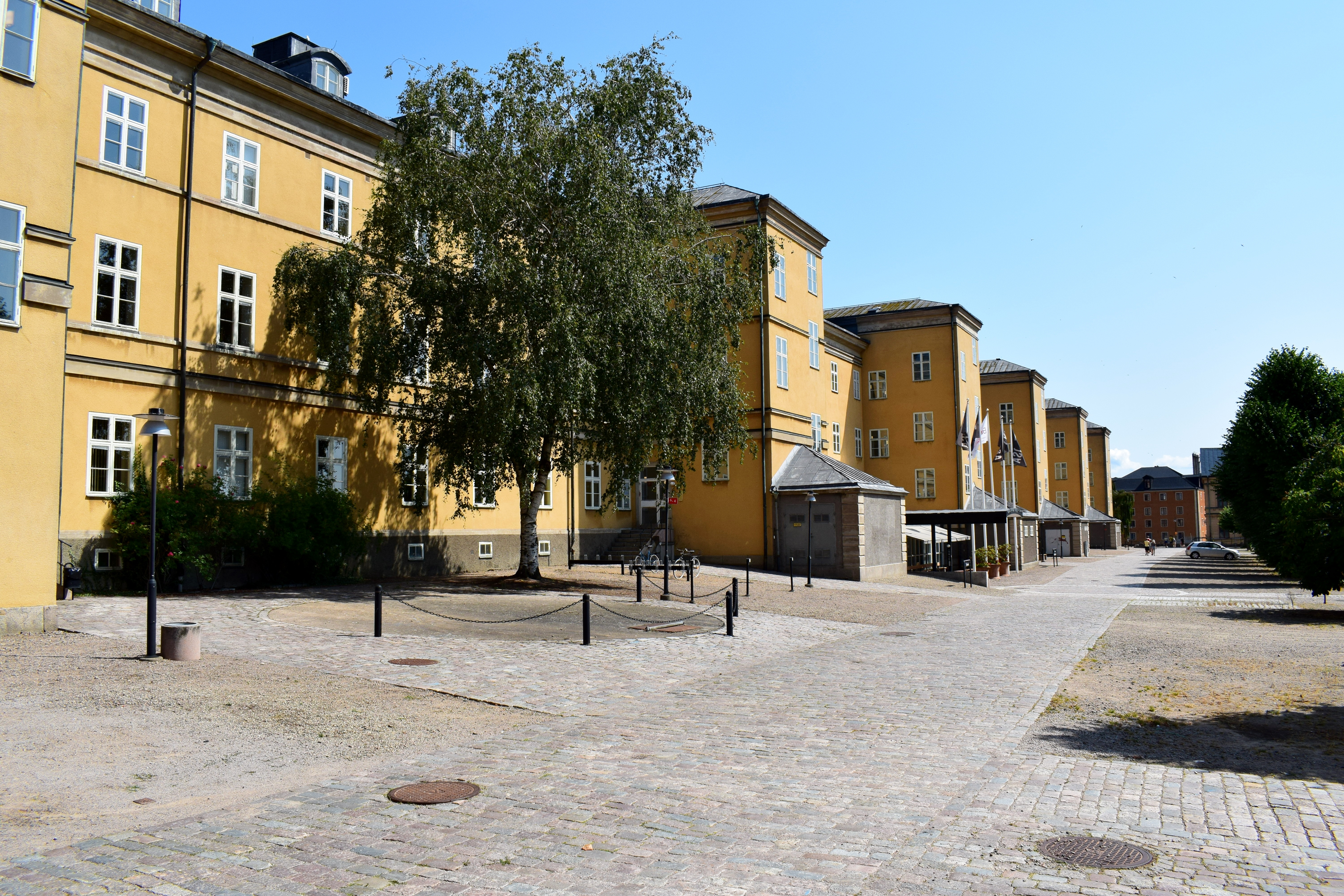
Kasern Sparre i Karlskrona.
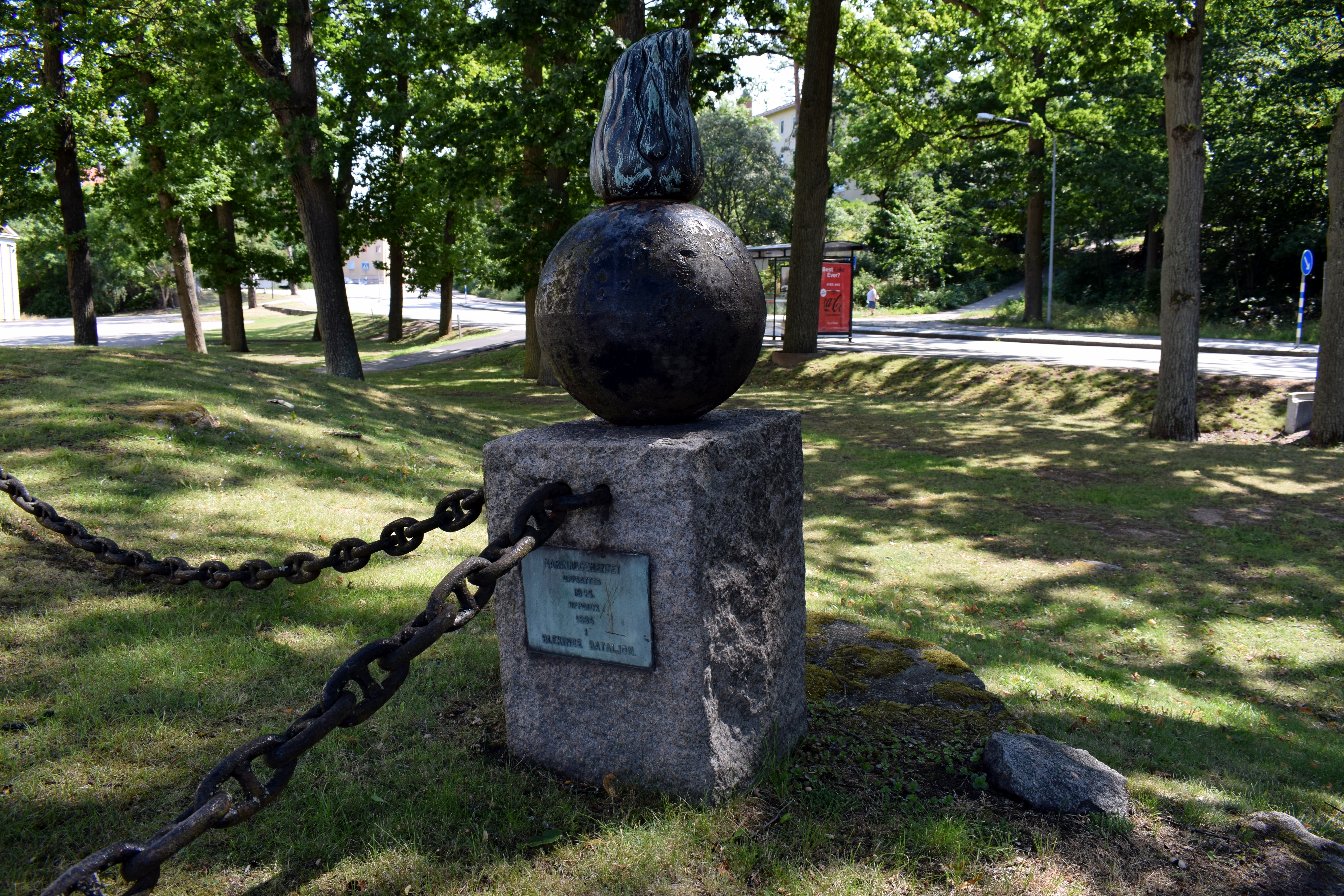
Minnessten över Marinregementet rest i Gräsvik, Karlskrona.